# Uzmaston, Boulston and Slebech
Uzmaston, Boulston and Slebech är en community i Pembrokeshire i Wales. Orten har 712 invånare (2011).Den grundades 2012 genom en sammanslagning av Uzmaston and Boulston och Slebech. 